# حسن أبو الوفاء الدجاني
حسن بن سليم الدجاني فقيه حنفي وشاعر، تولى منصب مفتي يافا، وأخوه هو حسين الدجاني.

## نسبه
يتصل نسب الشيخ حسن الدجاني إلى النبي محمد ﷺ، فهو حسن بن سليم بن سلامة بن سليمان بن عوض بن داود بن سليمان بن عبد الله بن محمد بن أحمد بن علاء الدين علي بن حسن بن ياسين البدري ابن الولي بدر الدين بن محمد بن يوسف بن بدر بن يعقوب بن مطر بن غانم بن محمد بن زيد بن علي بن عوض الأكبر بن زيد بن علي زين العابدين بن الحسين بن علي بن أبي طالب.

## حياته
ولد حسن الدجاني في يافا في 1230 هـ، ونشأ في رعاية والده وقرأ عليه بعض الفنون، ثم انتقل إلى الجامع الأزهر للدراسة، وبعد تخرجه عاد إلى يافا حيث تفرغ للوعظ والتدريس حتى تولى أمانة الإفتاء في يافا، وكان يجيد اللغات العربية والتركية والفارسية.
التقى بعدد من أعيان عصره كالشيخ عبد الرزاق البيطار، والأمير عبد القادر الجزائري خلال توجهه لزيارة بيت المقدس.

## شعره
يقع جملة شعر حسن الدجاني في المديح النبوي والتوسل والدعاء، فكان شعره محكوماً بخلفيته الدينية، وهو من الموزون المقفى، كما اهتم بالمحسنات البديعية على طريقة شعراء عصره، مع الإسراف أحياناً في جلب هذه المحسنات حين يكون المديح لأحد كبراء عصره.

من أبرز قصائده تلك التي مدح فيها الأمير عبد القادر الجزائري حين نزل على أخيه حسين ببلده يافا، فقدم له هذه القصيدة التي استحسنها الأمير، ومطلعها:

ومن أبياتها:

## وفاته
توفي في 1294 هـ، ودفن في مقبرة يافا.